# Korshage
Korshage er en odde på det nordøstlige hjørne af Rørvig-halvøen ved Isefjordens udløb i Kattegat.
På grund af nedbrydning af Kattegatkysten længere vestpå, vokser Korshage stadig i retning mod Hundested, men samtidig skrumper den mod nord. Langs nordkysten ses kystsikringsbestæbelser.  Kreaturgræsning er med til at holde vegetationen i den oprindelige stand. Korshage er et yndet sted for observation af fugletræk.
Korshage ligger i  Natura 2000-område nr. 153 Havet og kysten mellem Hundested og Rørvig og en del af naturfredningen Korshage og Højsandet ved Rørvig.